# Tawfiq

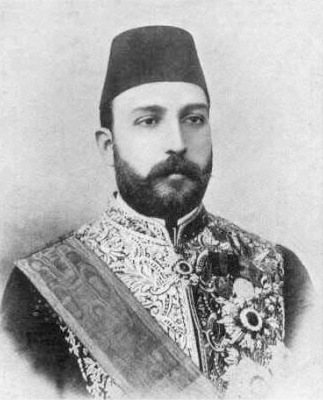
Tawfiq

Muhammad Tawfiq Pascha (arabisch توفيق, DMG Taufīq; türkisch Tevfik Paşa; * 15. November 1852 in Kairo; † 7. Januar 1892 in Helwan) war von 1879 bis 1892 Khedive von Ägypten.

## Leben
Tawfiq wurde 1852 als ältester Sohn des Khediven der osmanischen Provinz Ägypten Ismail Pascha geboren. Beide stammten aus der Dynastie des Muhammad Ali, welche in Ägypten ab 1867 den Titel eines Khediven, anstelle eines Wali (Gouverneur), führten, um die nominelle Oberhoheit des Osmanischen Reichs über das faktisch unabhängige Ägypten zum Ausdruck zu bringen.
Durch die starke Bautätigkeit seines Vaters, vor allem die Beteiligung an den Baukosten des Sueskanals, war die Staatsverschuldung sehr stark angestiegen. Der Staat geriet 1878 vollends unter internationale Finanzaufsicht. In das ägyptische Regierungskabinett unter Premierminister Nubar Pascha wurden auf ausländischen Druck hin der Brite Charles Rivers Wilson als Finanzminister und der Franzose Marquis de Blignières als Arbeitsminister berufen. Gegen die internationale Finanzkontrolle des Landes entwickelte sich 1881 die nationalistische Urabi-Bewegung. Diese wandte sich gegen den beherrschenden europäischen Einfluss und die autokratische Regierung der Khediven. Tawfiq erlangte im Februar 1879 nach dem gewaltsamen Sturz der Regierung Nubar Paschas für kurze Zeit die Präsidentschaft in Ägypten in einem neuen Kabinett und übernahm nach Absetzung seines Vaters am 26. Juni 1879 das Amt des Khediven. Tawfiq wandte sich an Großbritannien, das 1882 Ägypten besetzte und die Bewegung niederschlug. Das Land blieb auch nach der Niederschlagung der Bewegung besetzt.  Die Britische Herrschaft in Ägypten wurde durch den Generalkonsul vertreten, der als Berater des Khediven der tatsächliche Herrscher des Landes war. Im gleichen Jahr ging auch die Herrschaft über den Sudan durch den Mahdi-Aufstand verloren.
Tawfiq starb nach kurzer Krankheit am 7. Januar 1892. Sein Nachfolger wurde sein ältester Sohn Abbas Hilmi.

## Nachkommen (Auswahl)
- Abbas Hilmi (14. Juli 1874 – 20. Dezember 1944)
- Muhammad Ali (9. November 1875 – 18. März 1955)
- Fakhr un-nisa Khadija (21. Mai 1888 – 22. Februar 1951)
- Nimatulla (23. Oktober 1882 – 1965)